# Rivière des Eaux Mortes
Rivière des Eaux Mortes är ett vattendrag i Kanada.   Det ligger i provinsen Québec, i den östra delen av landet, 600 km nordost om huvudstaden Ottawa. Rivière des Eaux Mortes ligger vid sjön Lac du Colibri.
I omgivningarna runt Rivière des Eaux Mortes växer i huvudsak blandskog. Trakten runt Rivière des Eaux Mortes är nära nog obefolkad, med mindre än två invånare per kvadratkilometer.